# 액트 오브 킬링
《액트 오브 킬링》(The Act of Killing)은 2012년 공개된 다큐멘터리 영화이다.

## 출연

### 주연
- 안와르 콩고

### 조연
- 헤르만 고토
- 시암술 아리핀
- 이브라힘 시닉
- 유숩 칼라
- 하지 아니프

## 기타
- 공동제작: 토르스테인 그루데